# Cheval en Tchéquie
Le cheval en Tchéquie (tchèque : kůň) apparaît sous sa forme domestique au moins depuis l'Âge du bronze ancien. Le haras national de Kladruby nad Labem, fondé en 1579, est reconnu 400 ans plus tard comme patrimoine mondial. Le cheval connaît un renouveau depuis la chute du communisme, avec un fort développement de l'équitation de sport et de loisir. 
Le Selle tchèque est désormais la race la plus représentée. Le cheval baroque de race Kladruber, originaire de Bohême, reste emblématique de ce pays.

## Histoire

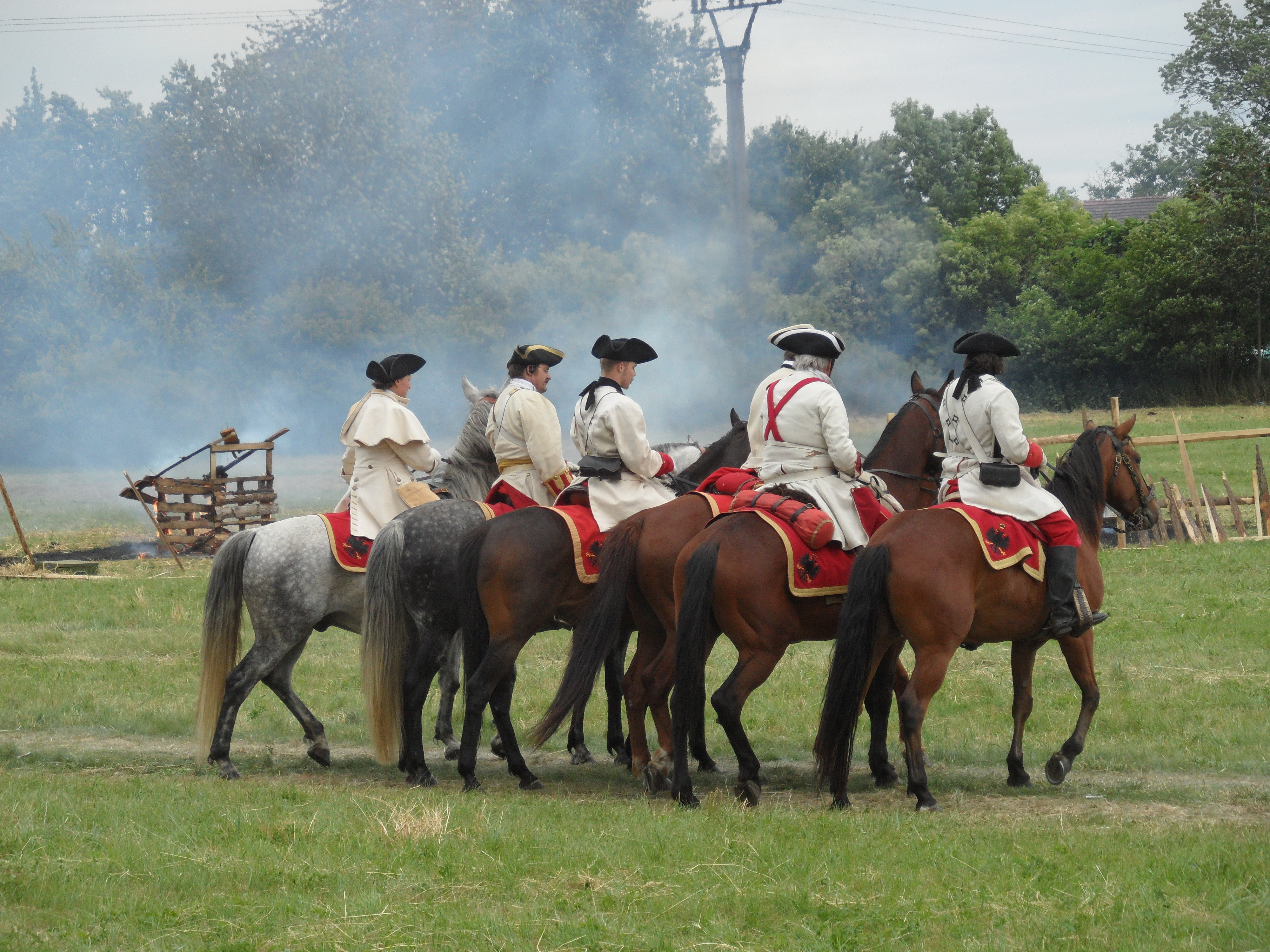
Reconstitution de la bataille de Kolin, en 2017.

Le site archéologique de Srbsko Chlum-Komín, en Bohême, a révélé de nombreux restes de chevaux datés du Pléistocène tardif, chassés par des hyènes (Crocuta crocuta spelaea). Le cheval (Equus ferus) est présent sur le territoire tchèque depuis le Néolithique jusqu’à l’Âge du bronze. L'analyse de la taille des ossements retrouvés et leur distribution indiquent que des chevaux apprivoisés, voire domestiqués, ont pu être importés sur ce territoire à l'époque de la culture chalcolithique des gobelets en entonnoir (TRB, 3800-3350 av. J.-C.), puis partiellement connus durant la culture Řivnáč (3100-2800 av. J.-C.).  La présence de chevaux domestiques durant l’Âge du bronze ancien est considérée comme certaine.
Le haras impérial de Kladruby nad Labem est fondé en 1579, et à entre autres vocation à élever les chevaux d'attelage impériaux. Le « Paysage d'élevage et de dressage de chevaux d'attelage cérémoniels à Kladruby nad Labem » est inscrit le 6 juillet 2019 au patrimoine mondial de l'UNESCO.
Dans les années 1990, la République tchèque compte moins de 30 000 chevaux. Les changements sociétaux et l'action des éleveurs permettent un re-développement du secteur équestre.

## Pratiques et utilisations

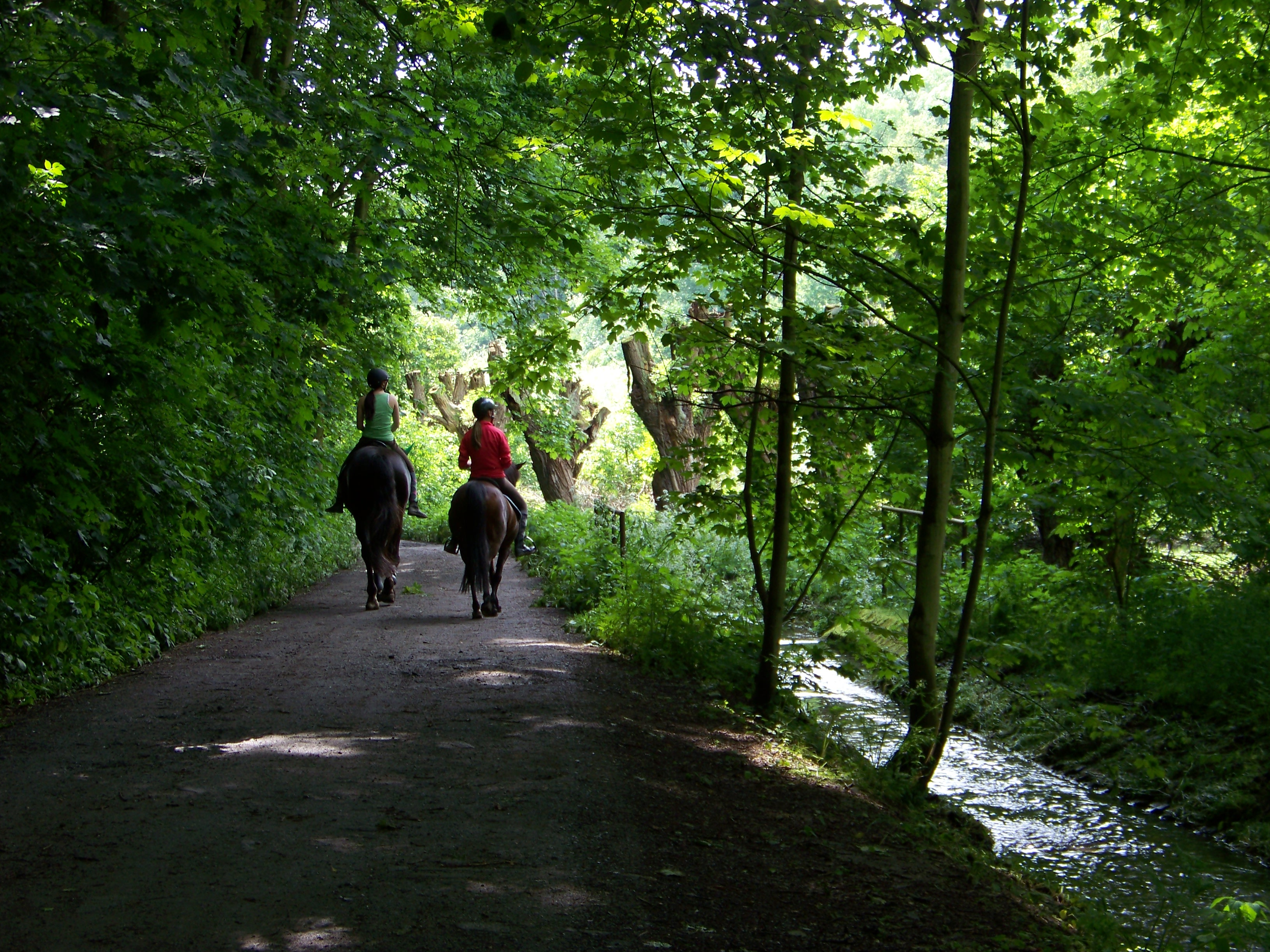
Équitation de loisir près de Prague.

L'équitation de loisir connaît un fort développement.
Le sport hippique est représenté par la pratique des courses de galop en plat : entre 1980 et 2001, 6 333 chevaux de 2 et 3 ans ont participé à ce type de course.

## Élevage
En 2010, plus de 74 000 chevaux sont recensés.
Le Selle tchèque (tchèque : Český teplokrevník) est la race la plus répandue, représentant 28 % du cheptel total, suivi par le Pur-sang. La République tchèque importe un grand nombre de races de chevaux, dont le Standardbred américain. Le cheptel de Lipizzan est très réduit.

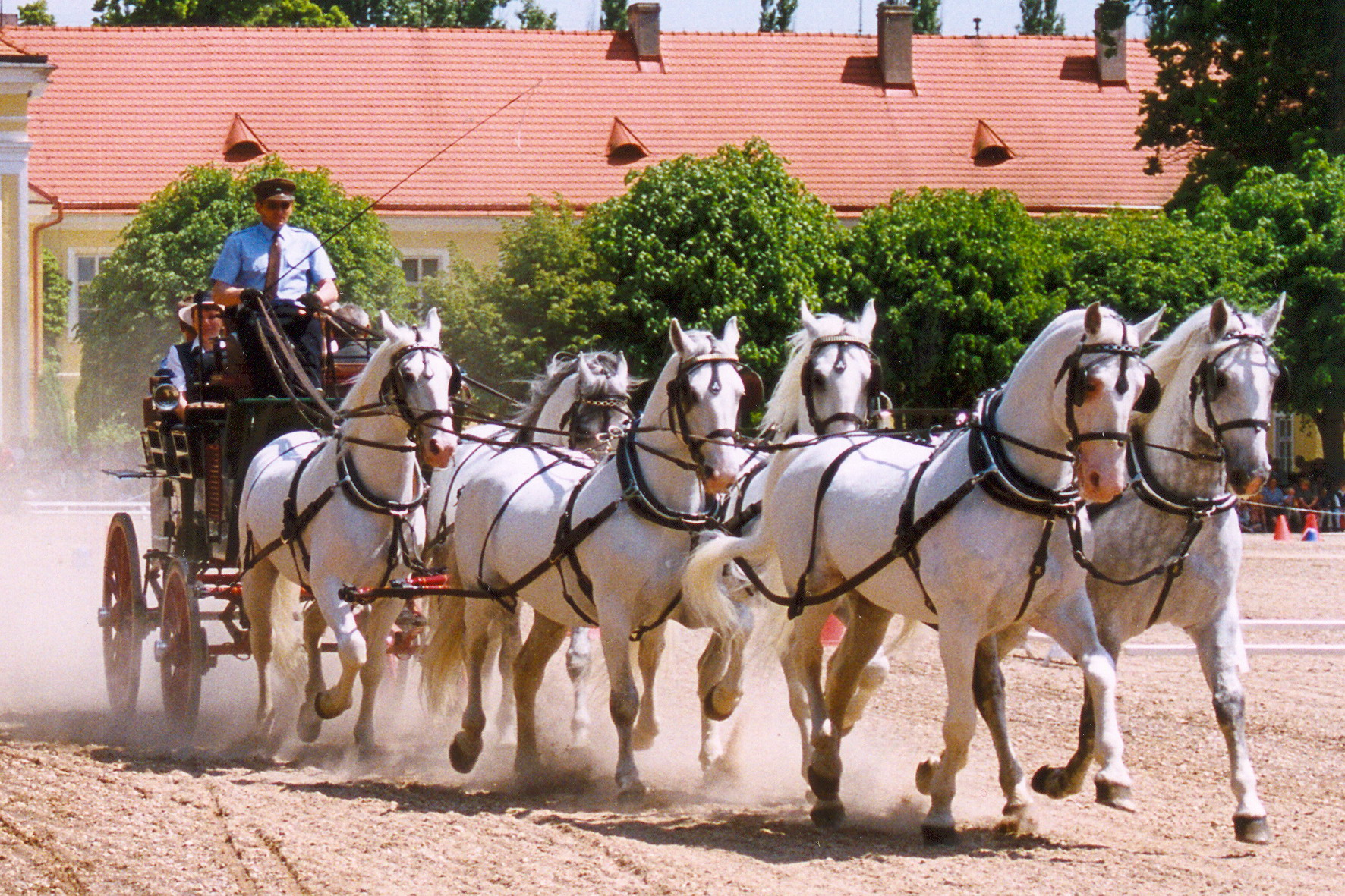
Chevaux Kladruber gris attelés.

La race emblématique du Kladruber, un cheval baroque, se divise en deux sous-populations génétiquement apparentées mais néanmoins morphologiquement distinctes, le Kladruber gris et le Kladruber noir,. Le Kladruber gris, ou « vieux Kladruber », constitue une population en danger d'extinction.
Trois races de chevaux de trait sont présentes en république tchèque : le Noriker de Silésie, le Noriker et le Tchéco-morave belge, toutes à faibles effectifs, avec risque de perte en diversité génétique. Malgré les goulets d'étranglement génétique, aucune race de chevaux tchèque native n'est menacée de consanguinité à court terme.
La race transfrontière du poney Huçul est présente, la République tchèque élève aussi des poneys Shetland.

### Parasitologie et santé
Les chevaux peuvent être parasités par Toxoplasma gondii et Neospora, une étude menée en janvier 2007 dans neuf régions de République tchèque ayant déterminé 24 % de chevaux positifs à Neospora, et 23 % positifs à T. gondii. La prévalence de Enterocytozoon bieneusi et Encephalitozoon cuniculi est de 17,3 % et 6,9 %, respectivement, d'après une étude conduite sur 23 élevages tchèques en 2012. La première détection de Giardia intestinalis remonte à 1993. Anaplasma phagocytophilum est détecté chez 73 % d'un échantillon de 96 chevaux testés en 2010, cette maladie à tiques étant commune en République tchèque. Deux variants génétiques uniques, propres à ces infections bactériennes, ont été identifiés.
Une étude sur les carences en sélénium, menée en 2004, conclut que 47 % des chevaux tchèque ont une carence alimentaire en sélénium, ce qui constitue un problème topique dans ce pays. Les chevaux tchèques carencés en sélénium et en vitamine E développent une plus grande occurrence de myopathies. L'incidence de l'hypersensibilité aux piqûres d'insectes est de 28 % chez les chevaux tchèques.

## Culture
Dans la phraséologie de la santé en langue tchèque, l'expression « une santé de cheval » revient de manière récurrente.